# Вреден, Феликс Романович
 Феликс Романович Вреден  (нем. Felix Eduard Wreden; 1841, Лифляндская губерния — 1878, Санкт-Петербург) — российский химик-органик.

## Биография
Родился 30 декабря 1841 года[по какому календарю?] в Лифляндской губернии, в семье преподавателя. У него были старшие братья, действительные статские советники: Эдмунд (1836—1894) — профессор, экономист, Роберт (1837—1893) — доктор медицины.
Среднее образование получил в петербургской Ларинской гимназии (вып. 1859; серебряная медаль). В 1863 году окончил физико-математический факультет Санкт-Петербургского университета со степенью кандидата (отделение естественных наук).
После окончания курса сначала исполнял обязанности консерватора при минералогическом кабинете, а затем занял место лаборанта при аналитическом отделении химической лаборатории. В 1873 году был приглашён на должность доцента химии в Императорский Варшавский университет, в 1876 году избран адъюнкт-профессором Горного института. Был одним из основателей Русского химического общества и членом-корреспондентом Берлинского химического общества.
Научная работа Ф. Р. Вредена хронологически разделяется на два периода. Первый период был посвящён аналитическим работам. В 1863—1867 годах им были исследованы угли Донбасса и Урала. В 1867—1869 годах под началом Вольного экономического общества им было проведено исследование химического состава почв опытных полей. В процессе исследования кавказской нефти он высказал предположение, что в её состав входят углеводороды, отличные от алканов и алкенов и некоторые из них были выделены.
Второй период исследований был посвящён органической химии. В 1873 году им была доказана двухосновность камфорной кислоты. В 1876-1878 годах он исследовал продукты гидрирования аренов, в том числе нафталина. Из нафталина и алкилбензолов им были получены гексагидроароматические углеводороды, открыт метилциклогексан, была доказана возможность превращения ароматических соединений, подобных бензолу в циклоалканы. В 1876 году им был получен декагидронафталин, а также определены его свойства.
Скончался 13 (25) ноября 1878 года в Санкт-Петербурге.
Был женат с 1870 года на Ольге фон Шмидт (1845—1906). У них в 1871 году родился сын Александр.

## Основные научные работы
- Магистерская диссертация «Монография камфарной кислоты» (1873)
- Докторская диссертация «О гидрогенизации монобензоловых углеводородов и о продуктах гидрогенизации и строении нафталина» (1876)
- Публикации в «Журнале Русского Химического общества»: «О строении камфарной кислоты» (1877); «Жидкий изомер камфоры» (1878); «Об октогидро- и гексагидронафталине» (совместно со Знатовичем, 1877); «Анализы минеральных вод и соли из Цехоцинка» (совместно с Фуксом, 1874) и «Химическое исследование минеральной воды и шлама из Цехоцинка» (совместно с Фуксом, 1876).
- «Химическое исследование почв и продуктов с опытных полей» (1870).
- «Разложение антрацитов и каменных углей из некоторых русских месторождений» (Записки Российского минералогического общества. — 1867).